# Hahausen
Hahausen è una frazione del comune tedesco di Langelsheim, in Bassa Sassonia.
Hahausen costituì un comune autonomo fino al 1º novembre 2021, nell'ambito della comunità amministrativa di Lutter am Barenberge.